# Argumento do regresso (epistemologia)
O argumento do regresso (também conhecido como o dialelo (latim < grego di allelon "através ou por meio de um outro") é um problema de epistemologia e, em geral, um problema em qualquer situação em uma afirmativa precisa ser justificada.
De acordo com este argumento, qualquer proposição requer uma justificação. No entanto, qualquer justificação em si só requer uma justificação. Isso significa que qualquer proposição pode ser infinitamente questionada.

## Origem
O argumento é geralmente atribuído a Sexto Empírico, e foi retomado por Agripa como parte do que ficou conhecido como "Trilema de Agripa". O argumento pode ser visto como uma resposta à sugestão, no diálogo platônico Teeteto de que o conhecimento é crença verdadeira justificada. 

## Estrutura
Partindo do princípio de que o conhecimento é crença verdadeira justificada, então:
1. Suponha que P seja algum conhecimento. Então P é uma crença verdadeira justificada
2. A única coisa que pode justificar P é outra afirmação – vamos chamá-la de P1; P1 justifica P.
3. Mas se P1 é uma justificação satisfatória para P, então devemos conhecer P1.
4. Mas para P1 ser conhecida, esta também  deve ser uma crença verdadeira justificada.
5. Que a justificação será outra afirmação - vamos chamá-la de P2; P2 justifica P1.
6. Mas se P2 é uma justificação satisfatória para  P1, então devemos saber que P2 é verdadeira
7. Mas para P2 contar como conhecimento, esta deve ser uma crença verdadeira justificada.
8. Que a justificação, será por sua vez outra afirmação - vamos chamá-la de P3; P3 justifica a P2.
9. e assim por diante, ad infinitum.

## Respostas
Ao longo da história filosófica muitas respostas para este problema têm sido geradas. Aqui, no entanto, apresentamos os três principais contra-argumentos: algumas afirmações, não precisam de justificação; a cadeia de raciocínio volta-se sobre si própria; e a sequência nunca termina.

### Fundacionalismo
Talvez a cadeia comece com uma crença que é justificada, mas que não é justificado por outra crença. Tais crenças são chamados de crenças básicas. Nesta solução, que é chamada de fundacionalismo, todas as crenças são justificadas por crenças básicas. O Fundacionalismo procura escapar do argumento da regressão ao afirmar que existem algumas crenças para as quais é impróprio pedir uma justificação. (Ver também a priori.) Esta seria uma afirmação de que algumas coisas (crenças básicas) são verdadeiras por si próprias.
O Fundacionalismo é a crença de que uma cadeia de justificação começa com uma crença que é justificada, mas que não é justificado por outra crença. Assim, uma crença é justificada se, e somente se:
1. é uma crença básica/fundamental, ou
2. ele é justificado por uma crença básica
3. ela é justificada por uma cadeia de crenças que, em última análise, é justificada por uma ou mais crenças básicas.

O Fundacionalismo pode ser comparado a um edifício. Crenças individuais ordinárias ocupam a parte superior do edifício; Crenças básicas ou fundamentais estão em baixo, na fundação do edifício, mantendo tudo acima. De forma semelhante, as crenças individuais, que falam sobre a economia, ou a ética, repousam sobre crenças mais básicas, que falam sobre a natureza dos seres humanos; e estas por vez repousam em crenças mais básicas, que falam sobre a mente; e, no final, todo o sistema repousa sobre um conjunto de crenças básicas, que não são justificadas por outras crenças.

### Coerentismo
Como alternativa, a cadeia de raciocínio pode dar a volta em torno de si, formando um círculo. Neste caso, a justificação de qualquer afirmativa é usada, talvez depois de uma longa cadeia de raciocínio, para se justificar, assim o argumento é circular. Esta é uma versão do coerentismo.
O coerentismo é a crença de que uma ideia é justificada se, e somente se é parte de um sistema coerente de crenças que se apoiam mutuamente (isto é, crenças que suportam umas as outras). Em efeito O coerentismo nega que a justificação só pode ter a forma de uma cadeia. O coerentismo substitui a cadeia por uma visão de uma rede holística.
A objeção mais comum ao ingênuo coerentismo é que ele se baseia na ideia de que a justificação circular é aceitável. Nesta visão, P, em última análise, suporta P, implorando a pergunta. O coerentismo responde que não é apenas P que suporta P, mas P juntamente com o total das outras afirmações em todo o sistema de crença.
O coerentismo aceita qualquer crença que é parte de um sistema coerente de crenças. Em contraste, P pode ser coerente com P1 e P2 sem que P, P1 ou P2 sejam verdade. Em vez disso, o coerentismo pode dizer que é muito improvável que o sistema todo seja falso e consistente, e que se alguma parte do sistema é falsa, esta seria quase certamente incompatível com alguma outra parte do sistema.
Uma terceira objeção é que algumas crenças surgem a partir da experiência e não a partir de outras crenças. Um exemplo é que alguém está observando uma sala totalmente escura. As luzes se ativam momentaneamente e esta pessoa vê uma cama de dossel branca na sala. A crença de que há uma cama de dossel branca na sala é baseada inteiramente na experiência, e não em outras crenças. É claro que existem outras possibilidades, como a de que a cama de dossel branca seja totalmente uma ilusão ou de que a pessoa está alucinada, mas a crença continua a ser bem justificada. O coerentismo poderia responder que a crença que suporta a crença de que há uma cama de dossel branca nesta sala, é que a pessoa viu a cama, porém brevemente. Isso parece ser um qualificador imediato que não dependem de outras crenças, e, assim, parece provar que o coerentismo não é verdade porque as crenças podem ser justificadas por outros conceitos além das crenças. Mas alguns têm argumentado de que a experiência de ver a cama, de fato, depende de outras crenças, sobre o que uma cama, um dossel, e assim por diante, na verdade se parecem.
Outra objeção é que a regra exigindo a "coerência" em um sistema de ideias parece ser uma crença injustificada.

### Infinitismo
O infinitismo argumenta que a cadeia pode continuar para sempre. Os críticos argumentam que isto significa que nunca há uma justificação adequada para qualquer afirmação na cadeia.

### O ceticismo
Os céticos rejeitam as três respostas acima e argumentam que as crenças não podem ser justificadas como além da dúvida. Note que muitos céticos não negam que as coisas possam parecer de uma certa maneira. No entanto, tais impressões sensoriais, na visão do ceticismo, não podem ser usadas para encontrar crenças que não possam ser postas em dúvida. Além disso, os céticos não negam que, por exemplo, muitas leis da natureza parecem funcionar, ou que fazer certas coisas, aparenta produzir prazer/dor, ou mesmo que a razão e a lógica sejam ferramentas úteis. O ceticismo é assim uma visão valiosa, pois incentiva a continuidade da investigação.

## Abordagens sintetizadas

### Senso comum
O método do "bom senso" defendido por filósofos como Thomas Reid e G. E. Moore aponta que, sempre que investigamos alguma coisa, sempre que começamos a pensar sobre algum assunto, temos que fazer suposições. Quando alguém tenta suportar suposições com a razão, este deve fazer ainda mais suposições. Como é inevitável que façamos algumas suposições, por que não assumir essas coisas óbvias: As questões do senso comum que ninguém nunca duvida seriamente. 
"Senso comum" aqui não significa velhas afirmações como "a sopa de Galinha é bom para resfriados" mas as declarações sobre o plano no qual nossas experiências ocorrem. Exemplos seriam "seres Humanos normalmente têm dois olhos, dois ouvidos, duas mãos, dois pés", ou "O mundo tem um solo e um céu" ou "animais e Plantas existem em ampla variedade de tamanhos e cores" ou "eu estou consciente e vivo neste momento". Estas são absolutamente as mais óbvias alegações que alguém poderia possivelmente fazer; e, disse Reid e Moore, estas são as alegações que compõem o senso comum.
Essa visão pode ser vista como uma versão do fundacionalismo, com declarações de senso comum assumindo o papel de declarações básicas ou como uma versão do Coerentismo. Neste caso, declarações de senso comum são declarações que são tão cruciais para manter as afirmações coerentes que são quase impossíveis de negar.
Se o método do senso comum está correto, então os filósofos podem levar os princípios do senso comum como verdade. Eles não precisam de critérios para julgar se uma proposição é verdadeira ou não. Eles também podem levar algumas justificações como verdade, de acordo com o senso comum. Eles podem contornar o problema de Sextus, do porque não há regressão infinita, ou circulo de raciocínio, porque a responsabilidade é dos princípios do senso comum. 

### Filosofia crítica
Outra fuga do dialelo é a filosofia crítica, que nega que as crenças jamais sejam justificadas. Em
vez disso, o trabalho dos filósofos é submeter todas as crenças 
(incluindo crenças sobre critérios de verdade) à crítica, tentando 
desacreditá-las em vez de justificá-las. Então, esses filósofos dizem ser racional agir sobre aquelas crenças que melhor 
resistiram às críticas, quer elas satisfaçam ou não qualquer critério 
específico de verdade. Karl Popper expandiu essa ideia para
incluir uma medida quantitativa que ele chamou de verossimilhança, ou 
semelhança com a verdade. Ele mostrou que, mesmo que nunca 
se pudesse justificar uma alegação particular, pode-se comparar a 
verossimilhança de duas alegações concorrentes por crítica para julgar 
qual é superior à outra.

### Pragmatismo
O pragmático filósofo William James sugere que, em última análise, todos se instalem em algum nível de explicação baseada em preferências que se ajustem às necessidades psicológicas do indivíduo em particular. As pessoas selecionam qualquer nível de explicação que satisfaça suas necessidades, e outras coisas além da lógica e da razão que determinam essas necessidades. Em O Sentimento de Racionalidade, James compara o filósofo, que insiste em um alto grau de justificação, e o cafajeste, que aceita ou rejeita os ideais sem pensar muito:
A tranquilidade lógica do filósofo não é, portanto, em essência, senão a do cafajeste. Diferem apenas quanto ao ponto em que cada um se recusa a deixar que outras considerações perturbem a absolutidade dos dados que ele assume.